# Saint-Hippolyte-de-Caton
Saint-Hippolyte-de-Caton é uma comuna francesa na região administrativa de Occitânia, no departamento de Gard. Estende-se por uma área de 6,15 km². Em 2010 a comuna tinha 224 habitantes (densidade: 36,4 hab./km²).